# Thomas Körner (mathématicien)
Pour les articles homonymes, voir Körner.
Thomas William Körner (né le 17 février 1946) est un mathématicien britannique, spécialisé en mathématiques pures et auteur de livres scolaires. Il est professeur titulaire de la chaire d'analyse de Fourier à l'université de Cambridge et fellow de Trinity Hall.

## Formation
Il est le fils du philosophe Stephan Körner et de la magistrate Edith Körner. Sa sœur, Ann Körner, est biochimiste.
Il a étudié au Trinity Hall, Cambridge, et a écrit sa thèse de doctorat intitulée Some Results on Kronecker, Dirichlet and Helson Sets en 1971, sous la direction de Nicholas Varopoulos.

## Prix et distinctions
En 1972, il remporte le Prix Salem. En 2001, il est lauréat de la conférence Forder.

## Publications
Il a écrit quatre livres  de mathématiques universitaires à l'intention des étudiants de premier cycle : 
- Fourier Analysis[3], Cambridge University Press, 1988.
- Exercises for Fourier Analysis, Cambridge University Press, 1993.
- A Companion to Analysis
- Calculus for the Ambitious

Il a aussi écrit deux livres à l'intention des élèves du secondaire, The Pleasures of Counting en 1996 et Naive Decision Making (publié en 2008) sur les probabilités, les statistiques et la théorie des jeux.
- avec Robert Kaufman : Pseudofunctions and Helson Sets. Société mathématique de France, 1973.